# Korpetorps kvarn

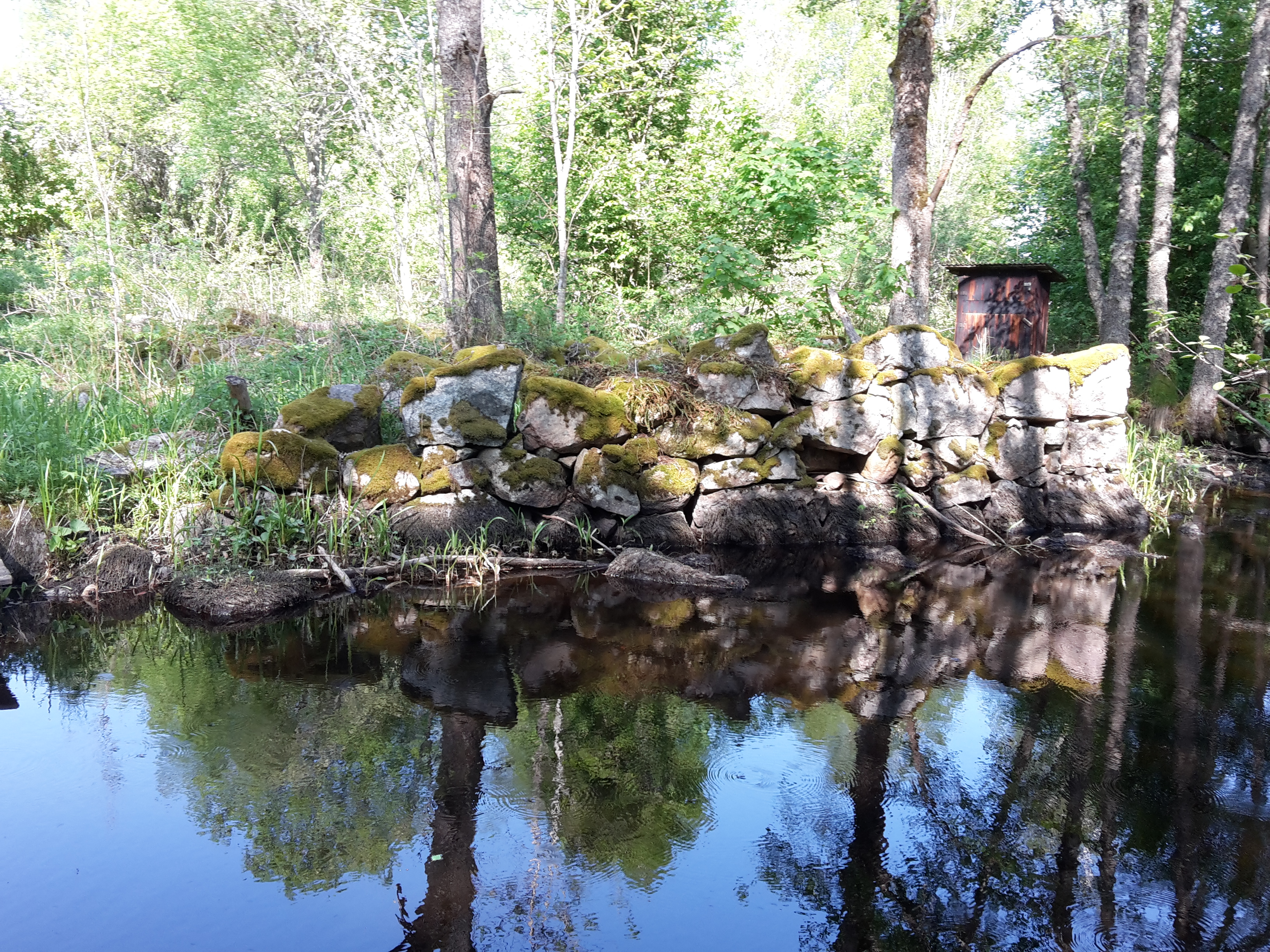
Rester av
Korpetorps kvarnbyggnad vid Svennevadsån.

Korpetorps kvarn är en fornlämning i Hallsbergs kommun, Svennevads socken med Riksantikvarieämbetesnummer Svennevad 171. Lämningen består av grundstenar efter en kvarn- och såg, samt en ombyggd dammvall. Kvarnen var belägen på den norra sidan av Svennevadsån öster om ett äldre kallmurat brofäste där även en kallmurad hjulgrav var uppförd. Kvarnresterna vid stranden består av en yta på 8 gånger 8 meter med kallmurade grundstenar som är 0,5 till 1,5 meter höga, med en syll av delvis huggen natursten i en eller två skift med 0,4 till 0,8 meter stora stenar, den är invändigt stenfylld med 0,6 till 0,8 meter stora stenar. Resterna av hjulgraven för vattenhjulet anger att den var 1,5 till 2 meter bred. Sågen var belägen på den södra sidan av Svennevadsån och består av en nordvästlig-sydöstlig 6 gånger 15 meter lång grundsockel i nordvästlig-sydöstlig riktning med kallmurade stenar i storleken 0,5 till 1 meter med en höjd av 0,4 till 1 meter, några av stenarna är delvis huggna. Dammvallen är 35 meter lång i nordöstlig-sydvästlig riktning och omkring 6 meter bred vid Svennevadsån och vid det tidigare utloppet är den 1,5 meter hög av kallmurad blockhuggen sten i storleken 0,6 till 1,1 meter. Det finns inga spår efter några dammluckor men dessa kan ha blivit övertäcka av en vägvall vid anläggning av en körväg på dammvallen.
Kvarnen finns med på en geometrisk avmätning från 1684 medan sågen kan spåras till 1703 då den finns utritad på en karta. Det är okänt när verksamheten vid sågen upphörde men kvarnen var i drift fram till 1850-talet.